# Raegan Higgins
Pour les articles homonymes, voir Higgins.
Raegan J. Higgins est une mathématicienne américaine et codirectrice du programme EDGE for Women. Elle est également l'une des cofondatrices du site Mathematically Gifted & Black (en), qui met en lumière les réalisations des mathématiciens noirs.

## Formation
Higgins est allée à l'Université Xavier de Louisiane à la Nouvelle-Orléans, en Louisiane. Elle a fréquenté l'Université du Nebraska à Lincoln pour ses études supérieures sous la direction de Lynn Harry et Allan Clemens Peterson. Elle a obtenu son diplôme en 2008 et a été l'une des deux premières femmes afro-américaines à obtenir un doctorat en mathématiques de l'Université du Nebraska-Lincoln.

## Carrière
Higgins, avec Ami Radunskaya, est codirectrice du programme EDGE qui soutient les femmes qui poursuivent des études supérieures et, finalement, une carrière dans les sciences mathématiques. Elle a participé au programme EDGE en 2002 en tant qu'étudiante diplômée. Elle a également été animatrice d'ateliers de 2014 à 2017. Elle est devenue codirectrice du programme en 2017.
En 2008, Higgins a rejoint la faculté de l'Université Texas Tech au Département de mathématiques et de statistiques. Elle a obtenu un poste permanent et a été promue professeure associée, devenant ainsi la première afro-américaine à recevoir la permanence et la promotion au département de mathématiques et de statistiques de Texas Tech.

## Recherches
Higgins étudie le calcul d'échelles de temps (en) et son application à la biomathématique.

## Distinctions et bourses
En 2020, Higgins a reçu le prix de service AWM (en) de l'Association for Women in Mathematics (AWM). Elle a remporté plusieurs bourses de la National Science Foundation pour divers programmes d'enseignement des mathématiques,,,. Elle a également remporté le prix Gweneth Humphreys de l'AWM 2021. Elle a codélivré une allocution plénière invitée au Festival national des mathématiques 2021.
Les réalisations de Higgins lui ont valu d'être reconnue par Mathematically Gifted & Black (en) en tant que lauréate du Mois de l'histoire des Noirs 2018.